# 竹野一雄
竹野一雄（たけの かずお、1946年 - 2018年9月23日）は、日本の英文学者、日本大学教授。

## 経歴
青山学院大学大学院文学研究科博士課程単位修得退学。1982-83年ウィートン・カレッジ大学院神学研究科にて研究。1976年女子聖学院短期大学英文科助教授、教授、94年恵泉女学園大学教授、2002年日本大学総合社会情報研究科教授。2004年「C・S・ルイスの世界 永遠の知恵と美」で青学文学博士。日本C・S・ルイス協会事務局長、日本キリスト教文学会役員。

## 著書
- 『C・S・ルイスの世界 永遠の知恵と美』彩流社　1999[3]
- 『想像力の巨匠たち 文学とキリスト教』彩流社　2003[4]
- 『C・S・ルイス歓びの扉　信仰と創造の文学世界』岩波書店、2012[3]
- 『C・S・ルイスの贈り物』（編・著）かんよう出版 2013[3]

## 共編
- 『C.S.ルイス『ナルニア国年代記』読本』山形和美共編　国研出版　1988[3]

## 翻訳
- 『C.S.ルイス宗教著作集 7　神と人間との対話』新教出版社　1977[3]
- ラルフ・C.ウッド『トールキンによる福音書 中つ国における〈神の国〉のヴィジョン』日本キリスト教団出版局　2006[3]